# Money flow
Money flow jest wskaźnikiem stosowanym w analizie technicznej. Tworzony jest poprzez pomnożenie ceny typowej i wolumenu.
Money flow index (MFI) jest oscylatorem liczonym na okresie N-dni, przyjmuje wartości od 0 do 100.
Jest liczony w następujący sposób. „Cena typowa” dla danego dnia jest średnią arytmetyczną z ceny maksymalnej, minimalnej i zamknięcia.
{\displaystyle cena\ typowa={\frac {cena\ maksymalna+cena\ minimalna+cena\ zamkniecia}{3}}}
Money flow jest iloczynem „ceny typowej” i wolumenu.
{\displaystyle money\ flow=cena\ typowa\times wolumen}
Tworzone są następnie współczynniki money flow dla poszczególnych dni z okresu N-dni. „Pozytywny money flow” jest sumą money flow z dni, w których cena typowa była wyższa niż w dniu poprzednim, „negatywny” sumą z dni kiedy cena typowa była niższa.
{\displaystyle money\ ratio={\frac {pozytywny\ money\ flow}{negatywny\ money\ flow}}}
Następnie tworzony jest MFI, który przyjmuje wartości od 0 do 100.
{\displaystyle MFI=100-{\frac {100}{1+money\ ratio}}}
Może być policzony także tak:
{\displaystyle MFI=100\times {\frac {pozytywny\ money\ flow}{pozytywny\ moneyflow+negatywny\ money\ flow}}}
Dla wartości MFI powyżej 80 rynek jest wykupiony, a dla wartości MFI poniżej 20 rynek jest wyprzedany.
Inne wskaźniki oparte na iloczynie ceny i wolumenu:
- On-balance Volume
- Price and Volume Trend
- Accumulation/Distribution